# Simboli bahai
I simboli bahá'í sono espressioni grafiche o ideogrammi che rappresentano in modo sintetico la religione bahá'í o il suo mondo.
Assieme alla stella a cinque punte, che rappresenta il corpo umano e la Manifestazione di Dio, altri due simboli bahai sono: il Più Grande Nome, e il simbolo stilizzato, sempre del Più Grande Nome - noto anche come simbolo dell'anello, disegnato da `Abdu'l-Bahá - che schematizza il rapporto tra l'umanità e Dio tramite la Sua Manifestazione, o le Sue Manifestazioni. 
Indirettamente, pur non ufficialmente, v'è anche il numero nove o dei suoi derivati.

## Stella a cinque punte
La stella a cinque punte o haykal, ossia Tempio in arabo, è il simbolo ufficiale della Fede bahá'í come confermato da Shoghi Effendi, il Custode della fede: 
()
La stella a cinque punte è stata usata sia dal Báb che da Bahá'u'lláh, il fondatore della religione bahá'í, in alcune lettere, tavole religiose o scritti di varia natura.
Il lemma haykal è stato mutuato dall'ebraico hek'l che significa tempio e più specificatamente indica il Tempio di Salomone di Gerusalemme.
Anche in arabo haykal indica il corpo umano.
Il Báb, il precursore di Bahá'u'lláh, scrisse diverse lettere, preghiere o tavole dandole la forma della stella a cinque punte.
Negli scritti di Bahá'u'lláh e nella tavola Súriy-i-Haykal haykal, anche se mantiene il significato di tempio, è usato prevalentemente per indicare il corpo umano e più precisamente il corpo della Manifestazione di Dio o la persona stessa di Bahá'u'lláh, come tempio umano della volontà di Dio.
Nella Súriy-i-Haykal haykal è anche usato per indicare la parola di Dio rivelata dalla sua Manifestazione.

## Il Più Grande Nome
Nell'Islam Dio ha novantanove Nomi o Attributi e in qualche tradizione islamica si crede che ci sia uno speciale centesimo nome celato che è il più grande.
Nella Fede bahá'í il Più Grande Nome è Bahá’ (بهاء‎), che vuol dire Gloria o Splendore, e Bahá' è la radice di molti lemmi bahá'í, compresa la denominazione della fede stessa e dei suoi seguaci, di molti suoi simboli e di molti nomi e frasi come Bahá'u'lláh (Gloria di Dio), `Abdu'l-Bahá (Servo della Gloria), Yá Bahá'u'l-Abhá (O Gloria del Gloriosissimo) o Alláh-u-Abhá (Dio, il Gloriosissimo), un saluto tra Bahá'í. Il Báb aveva inviato a Bahá'u'lláh una tavola con 360 derivati dal lemma Bahá'.
Bahá'u'lláh spesso indicò, nei suoi scritti, i Bahá'í come il popolo di Bahá’.
Il simbolo noto tra i bahá'í come il Più Grande Nome è la trascrizione calligrafica di Yá Bahá'u'l-Abhá, (يا بهاء الأبهى‎, fatta da un Apostolo di Bahá'u'lláh, esimio calligrafo: Mishkín Qalam, stabilmente poi adottato in ambito bahá'í.
Poiché questo simbolo riporta concettualmente al nome di Dio e del Messaggero di Dio non viene in genere usato in maniera casuale o inappropriata, ma con grande rispetto e nei luoghi sacri come i templi bahá'í.

## Simbolo del rapporto tra l'umanità e Dio
Tale pittogramma è un emblema del rapporto tra l'umanità e Dio tramite le Sue Manifestazioni, noto tra i bahá'í anche come simbolo dell'anello, è stato disegnato da 'Abdu'l-Bahá, figlio e interprete degli scritti di Bahá'u'lláh, ed è frequentemente inciso sugli anelli o in oggetti che i bahá'í usano per testimoniare la propria appartenenza religiosa.
Questo simbolo o ideogramma è composto da due stelle in mezzo alle quali è raffigurato in maniera stilizzata il lemma Bahá’.
In esso la linea inferiore rappresenta: la creazione e l'umanità; la linea superiore rappresenta: il mondo di Dio - Il Creatore; la linea centrale rappresenta la realtà mediana dei Profeti o Manifestazioni di Dio, e l’equivalente linea verticale unificante rappresenta: i soffi e dettami dello Spirito Santo che giungendo da Dio tramite le Sue Manifestazioni, Profeti o Messaggeri, scende come Rivelazione sull'umanità..
Le stelle a cinque punte ai lati rappresentano il corpo umano: testa, mani e piedi. Esse idealmente possono simboleggiare Adamo ed Eva (le prime due creature spirituali di Dio menzionate nelle antiche Scritture) oppure anche Bahá'u'lláh e il Báb (Manifestazioni gemelle, per la nostra epoca).

## Stella a nove punte
Secondo la numerazione abjad il lemma Bahá' ha il valore numerico del nove e così il nove è frequentemente associato agli emblemi bahá'í, come avviene per il numero dei lati nei Templi bahá'í o per la stella a nove punte.
La stella a nove punte non è richiamata nei testi sacri della fede bahá'í, tuttavia ha assunto una valenza simbolica in quanto il numero nove oltre a rappresentare la Perfezione è il valore numerico di Bahá', come espressamente detto da Shoghi Effendi.

## La ritualità come simbolo
Shoghi Effendi (1897-1957), pronipote di Bahá’u’lláh e Custode della Fede
bahá’í dal 1921 al 1957, spiega che «Bahá’u’lláh ha ridotto al minimo ogni rituale e ogni forma nella Sua Fede» e che «le poche forme sono… soltanto un simbolo di atteggiamenti interiori». Per esempio, la prescrizione di rivolgersi verso Bahjí, la località nei pressi di ‘Akká in Terra Santa dove sono sepolte le spoglie terrene di Bahá’u’lláh, durante la recitazione delle Preghiere obbligatorie bahá’í, è «un simbolo materiale di una realtà interiore: come la pianta tende verso il sole, da cui riceve vita e nutrimento, così noi, nella preghiera, orientiamo il cuore verso la Manifestazione di Dio, Bahá’u’lláh e… rivolgiamo il viso verso il luogo dove le sue ceneri riposano su questa terra, a simboleggiare un atto interiore»